# 17358 Lozino-Lozinskij
17358 Lozino-Lozinskij este un asteroid din centura principală de asteroizi.

## Descriere
17358 Lozino-Lozinskij este un asteroid din centura principală de asteroizi. A fost descoperit pe 27 septembrie 1978 la Observatorul de Astrofizică din Crimeea de Liudmila Cernîh. Asteroidul prezintă o orbită caracterizată de o semiaxă mare de 2,37 ua, o excentricitate de 0,13 și o înclinație de 6,1° în raport cu ecliptica.